# 차승우
차승우(1978년 7월 27일 ~ )는 대한민국의 음악가, 기타 연주자이다. 펑크 록 밴드 노브레인의 결성멤버로 리더로 활동하다 탈퇴하고 문샤이너스라는 밴드를 만들었으나 지금은 활동을 하지 않는 상태고, 현재는 더 모노톤즈라는 밴드를 만들어 활동중이다. 영화 《고고70》에서 주연으로 활약한 배우이기도 하다. 《고고70》의 경우 처음에는 음악자문으로 영화에 참여할 계획이었으나, 차승우를 실제로 만난 후 감독의 제의로 주연급의 역할을 맡게 되었다. 이 영화로 인해 신인남우상을 수상하기도 하였지만 시상식에 불참하였다.

## 음반 목록
문샤이너스의 음반
| 음반 종류 | 앨범명                                     |
| --------- | ------------------------------------------ |
| EP        | The Moonshiners Uprising (2007년 12월 7일) |
| 정규 앨범 | 冒險狂白書(모험광백서) (2009년 9월 23일)   |
| 싱글      | 검은 바다가 부른다 (2011년 8월 17일)       |
| 정규 앨범 | 푸른밤의 BEAT! (2011년 8월 30일)           |

- 참여 앨범

플레이걸 - 플레이걸의 24時 (2009년 9월 10일) 7.얘얘 (with 문샤이너스)
불후의 명곡 2 - 전설을 노래하다 최성수편 (2012년 9월 8일) 5. 기쁜 우리 사랑은
노브레인의 음반
| 음반 종류 | 앨범명                       |
| --------- | ---------------------------- |
| 싱글      | 청춘구십팔 (1999년)          |
| 정규 앨범 | 청년폭도맹진가 (2000년)      |
| 정규 앨범 | Viva NoBrain (2001년)        |
| EP        | 청춘구십팔 Remaster (2002년) |

- 참여 앨범

| 음반 종류  | 앨범명                                                  | 비고                                   |
| ---------- | ------------------------------------------------------- | -------------------------------------- |
| 컴필레이션 | Our Nation 2 (1997년)                                   |                                        |
| 트리뷰트   | Smells Like Nirvana (1997년)                            | 6. Lithium                             |
| 컴필레이션 | 3000 Punk - 펑크대잔치 2집(1999년)                      | 14. 98'서울 / 15. 정렬의 Punk Rider    |
| 컴필레이션 | 하면된다 O.S.T (2000년)                                 | 4. 개가 개를 먹는 도다                 |
| 컴필레이션 | Christmas Punk CD (2000년)                              | 2. 기쁘다 구주 오셨네                  |
| 컴필레이션 | 문화사기단 Sampler Vol.1 2000.07~2001.04 (2001년)       | 14. 청춘은 불꽃이어라                  |
| 트리뷰트   | Never Mind The Sex Pistols Here`s the No Brain (2001년) |                                        |
| 컴필레이션 | 2001 Ssamzie Sound Festival (2001년)                    | Disc2-10. Sound Check + 청년폭도맹진가 |
| 컴필레이션 | Christmas Punk CD #2 (2001년)                           | 10. Jingle Bell Rock                   |
| 컴필레이션 | 문화사기단 합동음반 제1호 (2002년)                      | 13. 얼룩진 깃발                        |
| 베스트     | 21.4 Stars (2002년)                                     |                                        |
| 컴필레이션 | 2002 붉은악마 공식앨범 꿈★은 이루어진다 (2002년)        | 7. 진군가                              |

더 하이라이츠 (The Hi-Lites)의 음반
- Highlights (2004년 3월 12일, EP)

그외 참여 음반
- 고고70 (조승우와 데블스[2]) (2008년 8월 18일)
- 고고70 O.S.T (조승우와 데블스) (2008년 9월 29일)
- cafe : night & day (2011년 9월 19일) : 7. The Cup Only Knows (With 차차) (total service With 차차)[3]
- 럭스 - The Eternal Kids (2009년) : 12. 無故 (Featuring : 불대갈/No Brain . 차차 /문샤이너스)
- 허클베리 핀 - Huckleberry Finn Live (2010년 9월 7일)

8. 내달리는 사람들 (09 봄의 피로 @롤링홀) (feat. 차승우 from 문샤이너스, 김정욱 from 서울전자음악단)
9. A (09 봄의 피로 @롤링홀) (feat. 차승우 from 문샤이너스)
9. 죽이다 (feat. 차승우 from 문샤이너스)

## 출연
1. ↑  크라이 베이비(Cry Baby)는 노브레인의 전신이었던 밴드로 고등학교 1학년때 동창생이던 차승우, 정재환, 황현성이 결성하였다.
2. ↑  조승우와 데블스는 영화 《고고70》에 등장하는 밴드로, 조승우(리드보컬, 기타)와 문샤이너스의 차승우(기타), 손경호(드럼) 그리고 김민규(베이스), 최민철(트럼펫), 홍광호(색소폰)로 이루어진 소울밴드이다.
3. ↑  cafe : night & day는 민트페이퍼 프로젝트 음반이며 토탈서비스는 요조와 언니네이발관의 기타리스트 이능룡이 만든 프로젝트 그룹이다. 〈The Cup Only Knows〉라는 곡에 차승우가 기타연주자로 참여하였다.

### 영화
- 고고70 (2008년) - 기타리스트 '만식' 역

### 라디오
- iTV FM 차승우의 뮤직아지트 (2010년) - DJ
- KBS 2FM 유희열의 라디오천국 (2010년) - 월요코너 고정게스트

## 그 외
- yes24 〈차승우의 록큰롤 스타〉칼럼 연재 (2009년 12월 1일 - 2010년 7월 6일)

## 수상 내역
- 2009년 제32회 황금촬영상 시상식 신인남우상 《고고70》
- 2009년 제17회 이천춘사대상영화제 신인남우상 《고고70》